# Anton Florian (Liechtenstein)

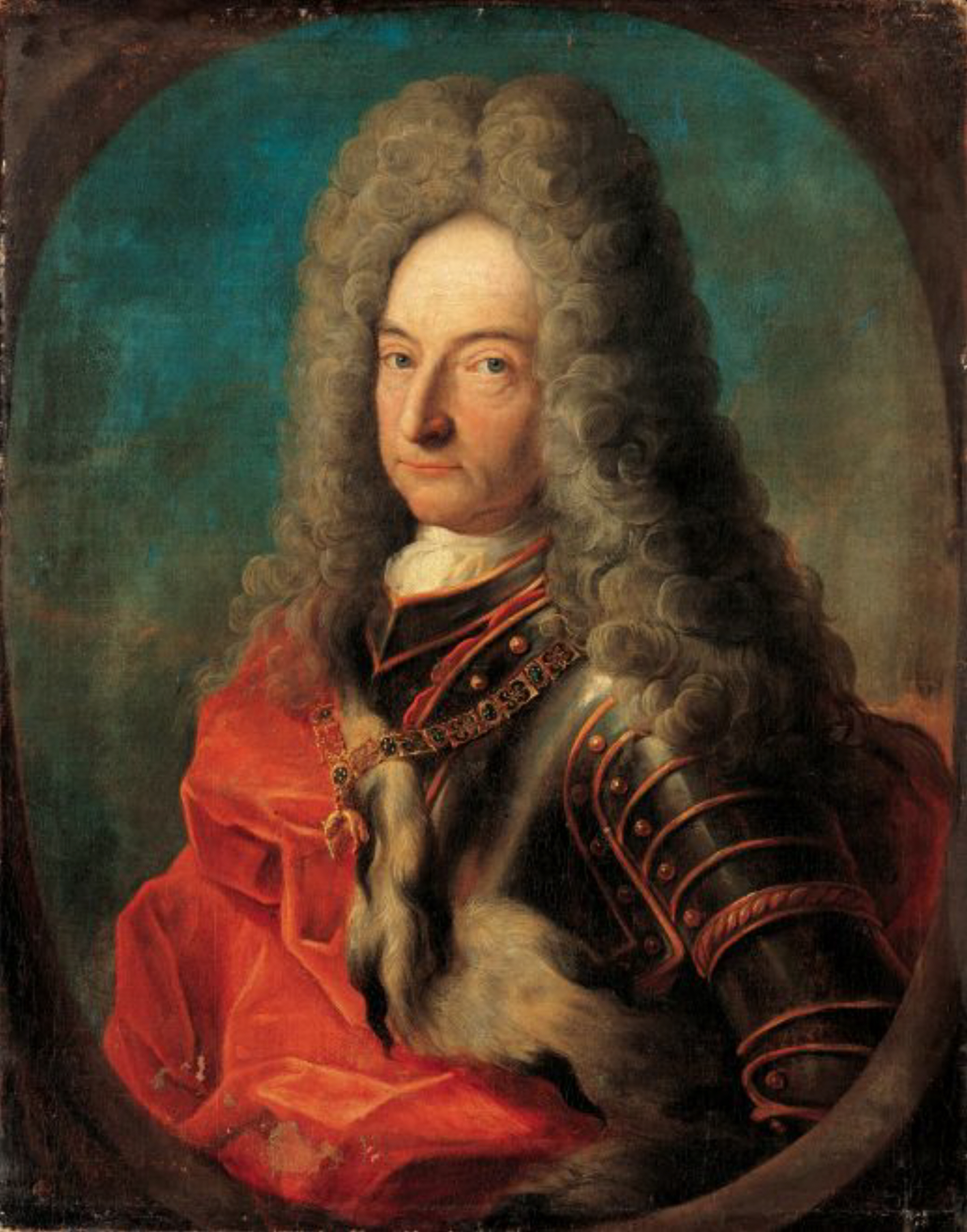
Anton Florian von Liechtenstein

Anton Florian (* 28. Mai 1656 auf Schloss Wilfersdorf; † 11. Oktober 1721 in Wien) war kaiserlicher Obersthofmeister und vom 23. Januar 1719 bis zu seinem Tod der erste regierende Fürst des Reichsfürstentums Liechtenstein.

## Biografie

### Frühe Jahre
Liechtenstein war das fünfzehnte Kind des Fürsten Hartmann von Liechtenstein (1613–1686) und dessen Gemahlin Sidonia Elisabeth, geborene Altgräfin zu Salm-Reifferscheidt (1623–1688). Er genoss eine Privaterziehung und unternahm von 1674 bis 1676 eine ausgedehnte Kavalierstour. Für die Reise hatte sein Vater eigens Instruktionen an den Begleiter gegeben, um sicher zu gehen, dass die Studien gezielt fortgesetzt wurden. Nach seiner Rückkehr wurde er als kaiserlicher Kämmerer an den Wiener Hof berufen, wo schon bald sein diplomatisches Geschick auffiel.
Am 15. Oktober 1679 heiratete er in Mariaschein Gräfin Eleonore Barbara von Thun und Hohenstein (1661–1723), Tochter des Grafen Michael Oswald von Thun und Hohenstein (1631–1694) und dessen erster Gemahlin Elisabeth, geborene Gräfin zu Lodron (1635–1688). Aus der Ehe gingen fünfzehn Kinder hervor. Von seinem Vater erhielt er gelegentlich seiner Heirat 250.000 Gulden überschrieben. Die ersten beiden Ehejahre verbrachte er mit seiner Gemahlin in Klösterle an der Eger. 1681 erwarb er aus dem Nachlass des Grafen Franz Eusebius von Pötting die Herrschaft Rumburg. Rumburg diente ihm von nun an als Familienresidenz. Er ließ zwischen 1683 und 1685 das Kapuzinerkloster fertigstellen und stiftete eine Loretokapelle.

### In Habsburgs Diensten

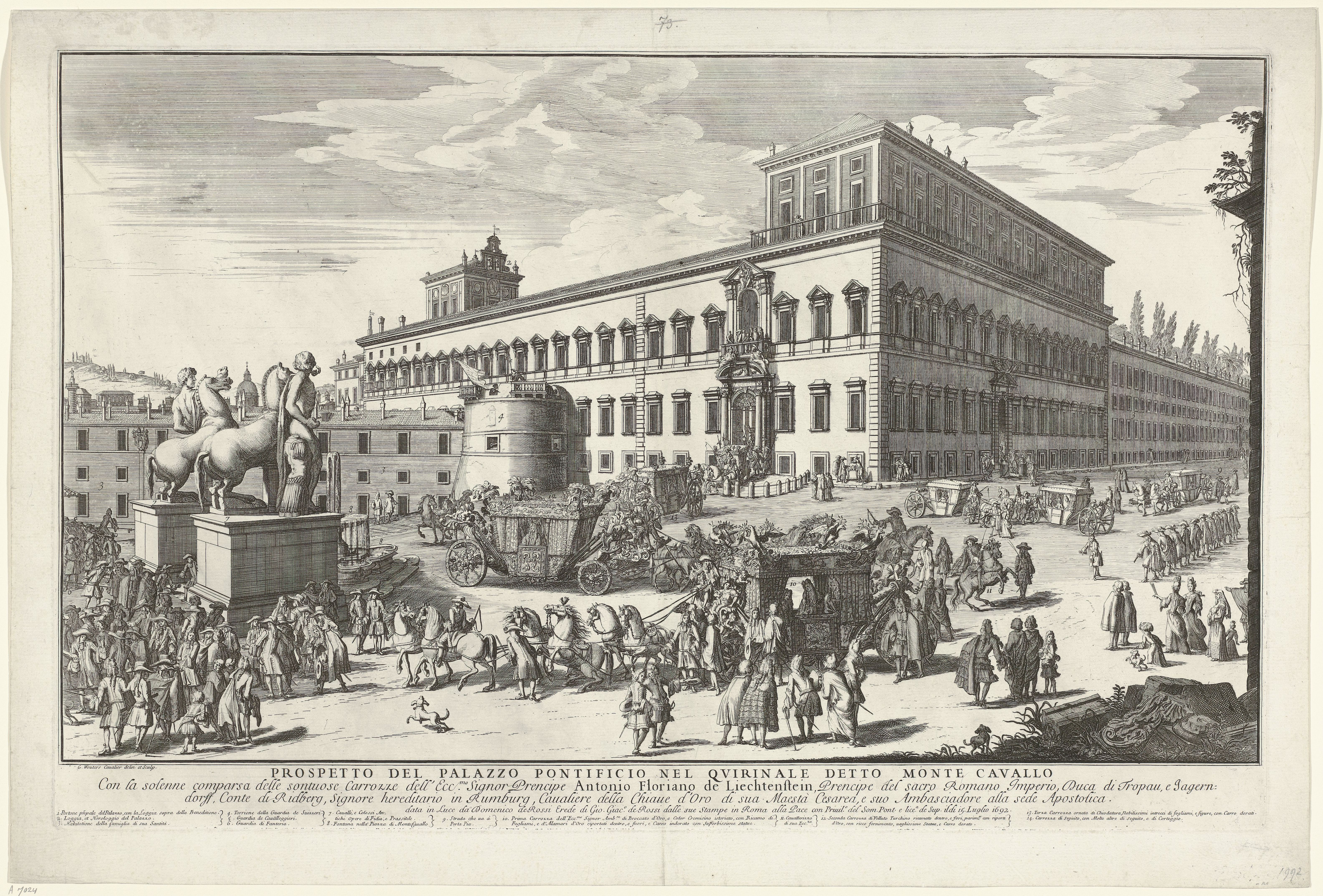
Auffahrt des Fürsten Anton Florian von Liechtenstein als kaiserlicher Botschafter vor dem Quirinalspalast in Rom am 27. Dezember 1691

Als Kämmerer erwarb er sich das Vertrauen Kaiser Leopolds I., den er 1687 bei der Krönung Josephs I. zum König von Ungarn in Pressburg vertrat. Im gleichen Jahr erlangte er das ungarische Indigenat. Nach seiner Ernennung 1689 zum Geheimen Rat wurde er als außerordentlicher Gesandter des Kaisers an den päpstlichen Hof entsandt. Nach dem Tod des kaiserfreundlichen Papstes Innozenz XI. gestaltete sich seine Aufgabe in Rom als schwierig. Die unter dem Pontifikat des nachfolgenden Papstes Alexander VIII. vollzogene politische Annäherung an Frankreich hatte eine Verschlechterung der Beziehung des Heiligen Stuhls zu Kaiser Leopold I. zur Folge. Liechtenstein versuchte den politischen Schaden so klein wie möglich zu halten. 1691 erfolgte seine Ernennung zum kaiserlichen Botschafter und seine Akkreditierung beim neu gewählten Papst Innozenz XII.
1693 wurde er vom Kaiser zum Obersthofmeister und Ajo (Erzieher) des Erzherzogs Karl bestimmt. Politische Gründe waren dafür ausschlaggebend, dass er diese Aufgabe erst 1695 nach seiner Abberufung aus Rom tatsächlich übernehmen konnte. Nach dem Tod des letzten spanischen Habsburgers, König Karls II., wurde sein Zögling 1703 im Alter von 18 Jahren als König Karl III. ausgerufen und reiste über England und Portugal nach Spanien. Liechtenstein begleitete ihn als Obersthofmeister und Erster Minister. In Barcelona angekommen wurde er mit dem Titel eines spanischen Granden bedacht. Die politische Lage war verworren. Der Anspruch Karls III. auf den spanischen Thron war freilich nicht unumstritten. Herzog Philipp von Anjou sah sich als rechtmäßiger König von Spanien und hatte als König Philipp V. große Teile des Landes in seine Gewalt gebracht. Unter den schwierigen äußeren Bedingungen infolge des Spanischen Erbfolgekriegs litt auch Liechtensteins Beziehung zu Karl III., der seinem ehemaligen Erzieher Bevormundung und persönliche Einengung vorwarf. Das persönliche Wesen Liechtensteins, das offenbar mitunter zu Cholerik und Hochfahrenheit neigte, sowie die zunehmende Ungnade des jungen Thronprätendenten ermöglichten es seinen Gegnern, ihn aus dem inneren Zirkel der Macht zu verdrängen und seinen Einfluss zu reduzieren. Da die Zahlungen aus Wien oft ausblieben, wurde auch die finanzielle Lage zunehmend problematisch, sodass er für die hohen Lebenskosten sein gesamtes mitgenommenes Silber und sonstige Wertsachen versetzen musste. Er ersuchte daher mehrmals den Wiener Hof um seine Entlassung aus dieser für ihn schwierig gewordenen Funktion, doch immer wieder wurde er aus Wien beschworen, auszuhalten.
Mit dem Tod Kaiser Josephs I. 1711 ging auch das spanische Abenteuer für ihn zu Ende. Nach Wien zurückgekehrt erlangte er erneut die Gunst des nunmehrigen Kaisers Karl VI., der ihn unter Beibehaltung seiner Hofämter als Obersthofmeister und Oberststallmeister in den neu gegründeten Staatsrat für die Erblande berief und ihn maßgebenden Anteil an dessen Kaiserkrönung in Frankfurt am Main und an der Krönung zum König von Ungarn in Pressburg haben ließ.

### Erbe und Regentschaft
1711 erbte er durch das Ableben seines zweijährigen Neffen, Fürst Maximilian III. Anton, das Kleine Majorat des Hauses Liechtenstein. Am 17. Juni 1712 wurde das Testament seines Vetters Fürst Hans Adam I. von Liechtenstein eröffnet. Das Testament des Verstorbenen widerspiegelte die Abneigung, welcher dieser gegen ihn gehegt hatte. Aufgrund der Erbeinigung von 1606 fiel ihm zwar der Majoratsbesitz (Großes Majorat) und die Regierung des Hauses zu, jedoch das gesamte Allod der Karolinischen Linie vererbte sein Vetter an dessen Frau und Töchter sowie an die Söhne seines Bruders Philipp Erasmus. Dies galt auch für die reichsunmittelbare Herrschaft Schellenberg und die Reichsgrafschaft Vaduz, die an seinen Neffen Joseph Wenzel fielen. Die von seinem Vorgänger angestrebte Schaffung einer eigenen Sekundogenitur wäre einer Schwächung des Primogenitus und Familienoberhauptes gleichgekommen. Um dies zu verhindern, suchte er in langjährigen Prozessen in den Besitz des ihm vermeintlich vorenthaltenen Erbes zu gelangen. 1713 gewährte ihm der Kaiser Sitz und Stimme im Reichsfürstenrat. Diese Auszeichnung war jedoch nur auf seine Person beschränkt. Nach jahrelangen Verhandlungen willigte sein Neffe 1718 schließlich ein, ihm die reichsunmittelbaren Gebiete zu übergeben. Im Gegenzug erhielt dieser dafür die Herrschaft Rumburg und 250.000 Gulden.
Es ist Liechtensteins Einfluss am Wiener Hof zuzuschreiben, das Kaiser Karl VI. die Reichsgrafschaft Vaduz und die Herrschaft Schellenberg am 23. Januar 1719 zum unmittelbaren Reichsfürstentum Liechtenstein erhob. In zwei weiteren Urkunden bestätigte ihm der Kaiser das seinem Großvater Fürst Gundaker 1633 verliehene Große Palatinat mit allen damit verbundenen Privilegien. Im Zeitgeist des Absolutismus gestaltete er durch eine Dienstinstruktion die herrschaftliche Ordnung in seinem entlegenen, wenig rentablen Fürstentum. Dieses ließ er durch Landvögte verwalten. Streitigkeiten mit dem Klerus des Bistums Chur um den Novalzehnt konnten durch einen kaiserlichen Schiedsspruch beigelegt werden.
Liechtenstein verstarb am 11. Oktober 1721 in Wien. Sein Leichnam wurde nach Wranau überführt und in der Familiengruft bestattet.

## Nachkommen
- Franz Augustin (1680–1681)
- Eleonore (1681–1682)

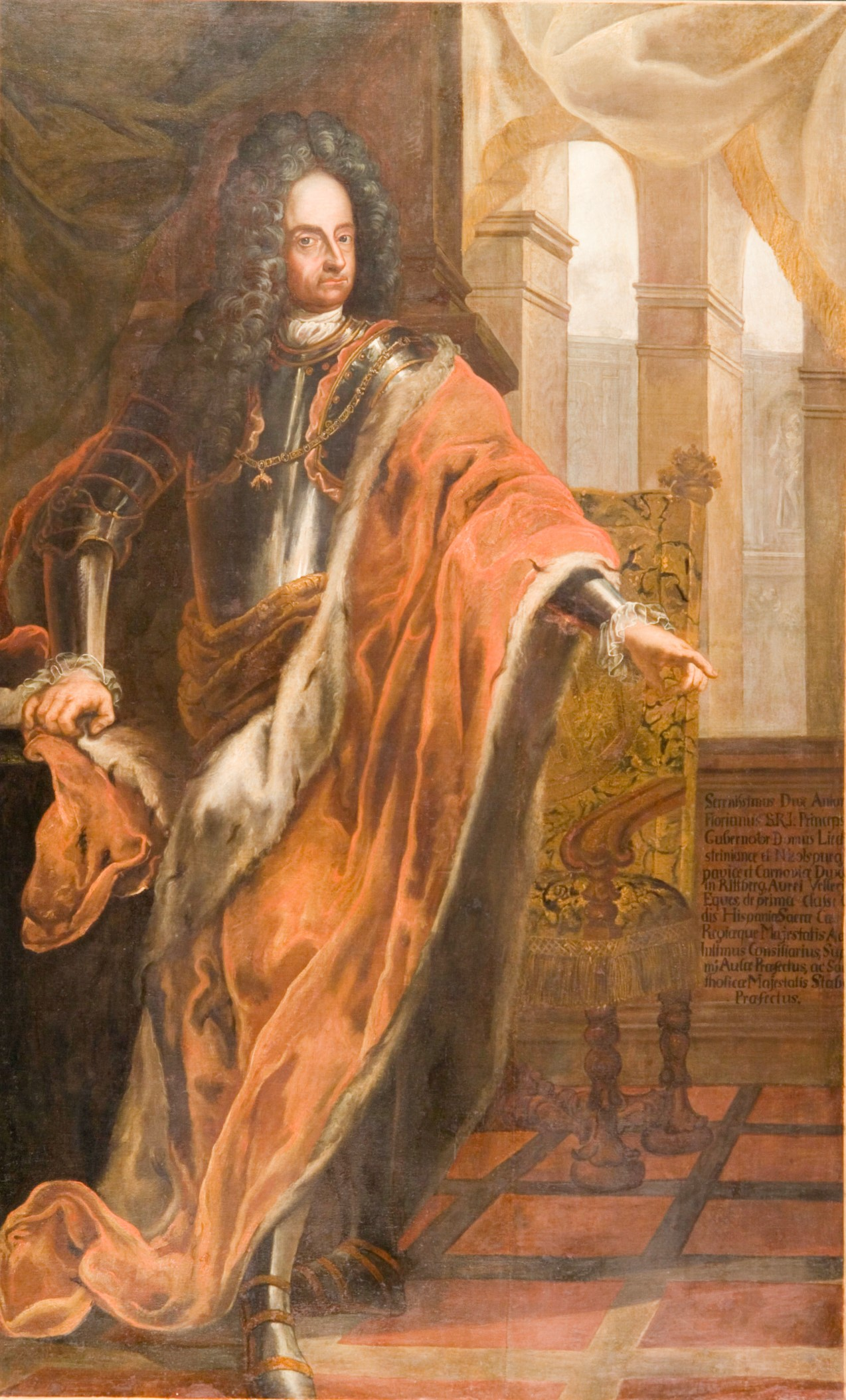
Anton Florian von Liechtenstein

- Antonia (1683–1715) ⚭ 1702 Graf Johann Adam von Lamberg (1677–1708); ⚭² 1709 Graf Ehrgott Maximilian von Kuefstein (1676–1728)
- Karl Josef (1684–1685)
- Leopold Johann (1685–1687)
- Tochter (*/† 1687)
- Anton Ignaz (1689–1690)
- Joseph I. Johann Adam (1690–1732) ⚭ 1712 Fürstin Gabriele von Liechtenstein (1692–1713); ⚭² 1716 Gräfin Maria Anna von Thun und Hohenstein (1697–1716); ⚭³ 1716 Gräfin Maria Anna zu Oettingen-Spielberg (1693–1729); ⚭4  1729 Gräfin Maria Anna Kottulinsky (1707–1788)
- Innocenz (1693–1707)
- Carolina (1694–1735) ⚭ 1719 Altgraf Franz Wilhelm zu Salm-Reifferscheidt (1672–1734)
- Sohn (*/† 1695)
- Franz Joseph (1697–1699)
- Maria Anna (1699–1753) ⚭ 1716 Graf Johann Ernst von Thun und Hohenstein (1694–1717); ⚭² 1718 Fürst Joseph Wenzel I. von und zu Liechtenstein (1696–1772)
- Maria Anna Eleonore (*/† 1700)
- Eleonore (1703–1757) ⚭ 1719 Graf Friedrich August von Harrach zu Rohrau und Thannhausen (1696–1749)

## Auszeichnungen
- 1697: 591. Ritter des Ordens vom Goldenen Vlies